# Slaves (banda estadounidense)
Slaves fue una banda estadounidense de post-hardcore formada en Sacramento, California. Al momento de su separación, la banda estaba compuesta por el vocalista principal Matt McAndrew, el bajista Colin Vieira (de la banda Musical Charis), los guitarristas Weston Richmond y Felipe Sanchez, y el baterista Zachary Baker. La banda lanzó tres álbumes de estudio (Through Art We Are All Equals en 2014, Routine Breathing en 2015 y Beautiful Death en 2018) y un EP (Revision en 2019).
El grupo se separó en 2020. Un año más tarde, los integrantes remanentes formaron Rain City Drive.

## Historia

### Formación yThrough Art We Are All Equals(2014)
Los miembros de la banda fueron anunciados por el Twitter del cantante Jonny Craig el 15 de enero de 2014. Al otro día, anunció que el nombre de la banda sería "Slaves".[cita requerida]
Craig explicó en un artículo de Ryan´s Rock Show el significado del nombre de la banda. "El hombre ha esclavizado otros hombres desde que hemos tenido dioses en quienes escondernos," Craig dijo. "Cada hombre es un esclavo de lo que ama – sea ésto una mujer, drogas, música o deportes. A través del arte, todos somos iguales".
El 3 de marzo, Alternative Press subió un artículo dando a conocer que Artery Recordings había firmado con la banda y ahora eran parte de ella. Craig posteó un tuit diciendo que su discográfica original, Rise Records, no iba a estar asociada a esta nueva banda.
La banda hizo un tour en mayo y junio por los Estados Unidos con Hands Like Houses, Miss Fortune, and Alive Like Me.
Slaves lanzó su primer sencillo "The Fire Down Below" a través de Artery Recordings el 22 de abril. El álbum, Through Art We Are All Equals, fue producido por Kris Crummett y lanzado el 24 de junio de 2014.
El 30 de mayo, el bajista de la banda, Jason Mays, anunció vía Facebook que no continuaría con Slaves por problemas familiares y de salud. Andrew Mena, de Scarlett O'Hara lo reemplazó temporalmente y completó el tour. Después de que Anrew Mena vuelva a su labor como mánager de tour, Michael Nordeen, un manejador de operaciones de Artery Recordings fue convencido por Alex Lyman para que se una a la banda durante algunos tours. Al comienzo del invierno de 2014, Colin Vieira se unió de nuevo a Slaves.
El 9 de julio la banda lanza su primer video musical con la canción "My Soul Is Empty and Full of White Girls".

### Routine Breathinge inestabilidad en la formación (2015–2016)
El 7 de enero de 2015, la banda subió una foto a su Facebook anunciando que "Slaves ha comenzado oficialmente a escribir su segundo álbum de estudio con la siguiente referencia: "#SLAVES2015"
El 9 de Febrerop, el guitarrista Christopher Kim anunció su salida de la banda por Twitter. Fue reemplazado por Jonathan Wolfe temporalmente para completar el tour. Wolfe fue reemplazado más tarde, durante el tour, por Weston Richmond.
El 21 de junio, Alex Lyman y Weston Richmond fueron apuñalados en Sacramento. Blake Abbey, cantante de Musical Charis, también resultó herido. Charis confesó que el ataque había sido previamente planeado entre los tres.
El 9 de julio, el primer sencillo de su segundo álbum fue filtrado en internet. La banda luego lanzó su sencillo "Burning Our Morals Away" el 10 de julio.[cita requerida] El álbum estaba planeado para octubre, pero fue lanzado el 21 de agosto de 2015. La banda fue echada del Warped Tour el 18 de julio después de sólo haber tocado en 2 fechas [cita requerida] La banda hizo público que fueron echados por el resto de los integrantes del Warped Tour 2015, con miedo a que Jonny caiga en las drogas de nuevo.
El 23 de julio, la banda lanzó el sencillo "Death Never Let Us Say Goodbye" [cita requerida] después de que la canción se filtró en internet.[cita requerida] Lanzaron el video oficial de la canción "Burning Our Morals Away" más tarde en esa semana, el 28 de julio.[cita requerida] El 16 de agosto, lanzaron su tercer sencillo "Drowning In My Addiction" con un video con la letra de la canción.[cita requerida]
El 6 de noviembre de 2021 la banda anunció en su página de Instagram que cambiarían el nombre de la banda a Rain City Drive debido a las protestas por la muerte de George Floyd. La banda lanzó un single Cutting it Close el 12 de noviembre de 2021.

## Miembros de la banda
| Miembros - Colin Viera – Bajo (2014, 2015–2020) - Weston Richmond – Guitarra (2015–2020) - Felipe Sanchez – Guitarra rítmica (2018–2020) - Zachary Baker – Batería (2018–2020) - Matt McAndrew – Voces (2019–2020) Exmiembros - Alex Lyman – Guitarra líder, coros (2014–2016) - Tai Wright – Batería, percusión (2014–2016) - Jason Mays – Bajo (2014) - Christopher Kim – Guitarra rítmica, percusión, piano (2014–2015) - Jonny Craig – Voces (2014–2019) | Miembros de tour - Blake Howard - Guitarra rítmica (2016–2017) - Felipe Sanchez – Guitarra rítmica (2017–2019) Miembros de tour anteriores - Andrew Mena – Bajo (2014) - Michael Nordeen – Bajo (2014) - Jonathan Wolfe – Guitarra rítmica (2015) - Paul Gaul - Guitarra líder (2016) - Thomas Michael Joy - Guitarra rítmica (2016) - Christian Kett - Batería (2016) |

Timeline

## Discografía

### Álbumes de estudio
- Through Art We Are All Equals (2014)
- Routine Breathing (2015)
- Beautiful Death (2018)

### Sencillos
- "The Fire Down Below"
- "The Upgrade, Pt. II"
- "Starving for Friends" (featuring Vic Fuentes)
- "My Soul Is Empty And Full of White Girls"
- "Burning Our Morals Away"
- "Death Never Lets Us Say Goodbye"
- "Drowning In My Addiction"
- "Running Through The 6 With My Soul"
- "I'd Rather See Your Star Explode"
- "True Colors"
- "Patience Is The Virtue"
- "I've Seen A Lot of Actors"

### Videos
| Year | Title                                    | Enlace | Álbum                         |
| ---- | ---------------------------------------- | ------ | ----------------------------- |
| 2014 | My Soul Is Empty and Full of White Girls |        | Through Art We Are All Equals |
| 2015 | Burning Our Morals Away                  |        | Routine Breathing             |
| 2015 | Running Through the !6! with My Soul     |        | Routine Breathing             |
| 2017 | I'd Rather See Your Star Explode         |        | Beautiful Death               |